# Synchronous Dynamic Random Access Memory

PC-133-SDRAM-Modul

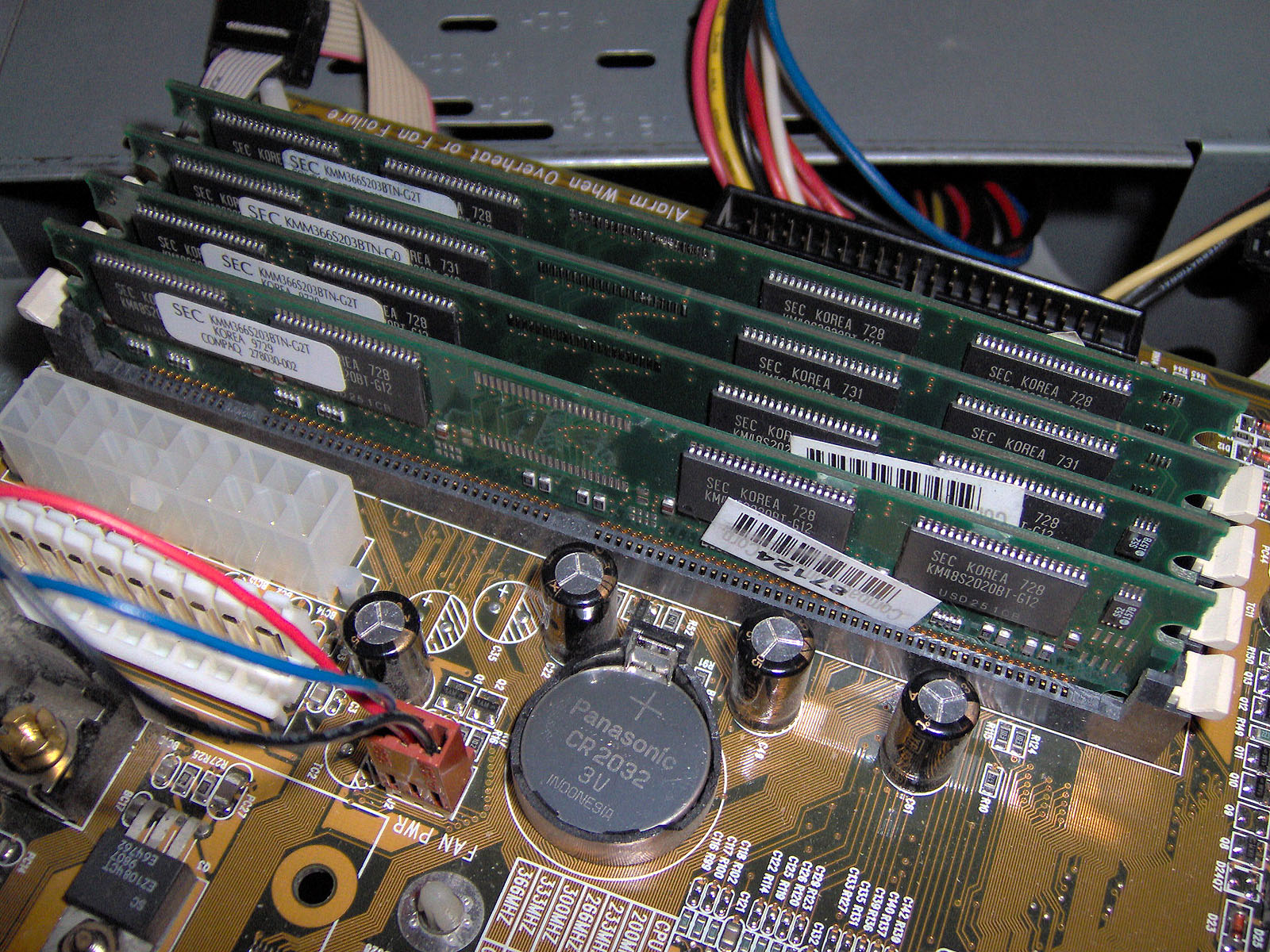
SDRAM-Speichermodule auf einer Hauptplatine

Synchronous Dynamic Random Access Memory (engl., kurz SDRAM, dt. „synchrones DRAM“) ist eine Halbleiterspeicher-Variante, die beispielsweise als Arbeitsspeicher in Computern eingesetzt wird.
Die Kurzform SDRAM kann auch eine mit SDRAM-Chips bestückte DIMM- bzw. SO-DIMM-Leiterplatte bezeichnen.
SDRAM ist eine getaktete DRAM-Technologie. Der Takt wird durch den Systembus vorgegeben, ggf. auch durch einen separaten, am Systembus angeschlossenen Speicherbus. Die Taktung erfolgt über die Verwendung von Registern für Adresseingänge, Steuerinformationen sowie die Ein-/Ausgabedaten, indem Wertänderungen in den Registern nur mit den Taktflanken durchgeführt werden. Durch die Verwendung eines Taktes zur Synchronisierung entfällt die bei asynchronen Verfahren notwendige Kommunikation (etwa über Handshake-Verfahren). Zudem können durch die Verwendung der Register Puffer- und Pipelining-Techniken genutzt werden, so dass sich insgesamt ein deutlicher Zeitgewinn ergibt. SDRAM ist etwa doppelt so schnell wie die Vorgängertechnologie EDO-DRAM. In PCs wurde die erste Generation der SDRAM-Module von etwa 1996 bis 2001 eingesetzt. Danach wurde sie durch DDR-SDRAM ersetzt, bei dem durch Ausnutzung beider Taktflanken die Datenrate nahezu verdoppelt werden konnte.

## Verschiedene Typen
Die als Arbeitsspeicher verbreiteten Typen sind:
- PC-66-SDRAM: Von Intel definierter Standard, bei welchem das SDRAM idealerweise mit einer Geschwindigkeit von 66 MHz betrieben wird. Die aufgelöteten Speicherchips haben eine Zugriffszeit von 12 ns (selten) oder 10 ns.
- PC-100 SDRAM: Von Intel definierter Standard, bei welchem das SDRAM idealerweise mit einer Geschwindigkeit von 100 MHz betrieben wird, abwärtskompatibel zu PC-66-Hauptplatinen (Betrieb mit 66 MHz ist möglich). Die aufgelöteten Speicherchips haben eine Zugriffszeit von 8 ns.
- PC-133-SDRAM: Mit der Takterhöhung des Front Side Bus auf 133 MHz forcierte VIA das mit derselben Geschwindigkeit operierende PC-133-SDRAM, um den Geschwindigkeitsvorteil der Takterhöhung voll auszunutzen. Abwärtskompatibel zu PC-66/-100-Hauptplatinen (Betrieb mit 66 MHz oder 100 MHz möglich). Die aufgelöteten Speicherchips haben eine Zugriffszeit von 7,5 ns (Kennzeichnung auf den Chips selten -7.5, meist aber etwas irritierend -75) oder 7,0 ns.
- PC-150/166-SDRAM: Besonders leistungsfähiges SDRAM, das sich je nach Herstellerangaben in den namensgebenden MHz-Bereichen betreiben lässt.

PC-66, PC-100 und PC-133 sind vom zuständigen JEDEC-Gremium als Standards spezifiziert worden. Demgegenüber sind die PC-150- und PC-166-Module lediglich übertaktete PC-133-Module, die vom Hersteller für den Betrieb mit 150 bzw. 166 MHz freigegeben wurden.
SDRAM-Module wurden in den Speicherkapazitäten 16 MiB, 32 MiB, 64 MiB, 128 MiB, 256 MiB, 512 MiB und 1024 MiB (selten) produziert; meist wurden vier, acht oder sechzehn Chips pro DIMM verwendet. 16-MiB-Module kommen praktisch nur als Single-sided-Module vor, 32-MiB- und 1024-MiB-Module praktisch nur als Double-sided-Module. Alle anderen Größen gibt es sowohl als Single-sided- als auch als Double-sided-Module.
Zudem gibt es Module mit einer CAS Latency von zwei (CL2) und einer von drei (CL3), wobei letztere geringfügig langsamer arbeiten. PC-133-CL2-Module sind meist mit Speicherchips mit einer Zugriffszeit von 7,0 ns bestückt.

### Registered SDRAM
Registered SDRAM hat nichts mit der Registrierung der SDRAM-DIMM-Datenspezifikation im SPD-EEPROM (Serial Presence Detect) auf dem Speichermodul zu tun, mit dessen Funktion „registered“ häufig verwechselt wird. Mehr dazu siehe unter Registered-Modul.
Als Registered SDRAM werden SDRAM-Module bezeichnet, die mit einem Register für die Adress- und Steuerleitungen ausgestattet sind. Registered-SDRAM-DIMMs verringern somit die Last (Fan-Out), die sie für die Hauptplatine verursachen, so dass größere und mehr DIMM-Module verwendet werden können. Das ist eine bei Servern weit verbreitete Technik, um die maximal mögliche Arbeitsspeichergröße zu erhöhen. Auf ein Registered SDRAM-DIMM kann etwas langsamer zugegriffen werden als auf entsprechende ungepufferte Module (unbuffered).

### Buffered/unbuffered SDRAM
SDRAM-DIMMs hoher Speicherkapazität verursachen mit ihrer großen Zahl an Speicherzellen bei den heute üblichen hohen Taktraten im Vergleich zu SDRAM-DIMMs kleinerer Speicherkapazität höhere kapazitive und induktive Lasten auf den Adress- und Steuerleitungen. Daher setzten einige Platinen-Designer doppelte Treiberpuffer auf das SDRAM-DIMM-Modul, um so die Signale auf den Leitungen zu verstärken und die Systemlast im Vergleich zu sonst gleichen Speichermodulen mit diesen zusätzlichen Ausgangspuffern zu verringern. Diese Puffer verursachen aber eine kleine Zeitverzögerung der elektrischen Impulse, so dass das Hinzufügen solcher Puffer zu einem normal dicht besetzten Modul ohne Puffer zu einer Verlangsamung der Signale im Vergleich zum gleichen Modul mit Ausgangspuffern führt. Dies ist eine ebenfalls hauptsächlich im Bereich der Server verbreitete Technik, um die maximal mögliche Arbeitsspeichergröße auf einer Systemplatine (Mainboard) zu erhöhen.

## Betriebsspannung
SDRAM-Speicherchips benötigen eine Betriebsspannung von 3,3 V.

## Technische Weiterentwicklung
Wenn Wertänderungen sowohl bei positiven als auch bei negativen Taktflanken möglich sind, so spricht man von DDR-SDRAM (Double Data Rate SDRAM). DDR-SDRAM stellt die Weiterentwicklung der SDRAM-Technologie dar. Zur sprachlichen Abgrenzung wird die erste Generation der SDRAM-Technologie heute auch SDR-SDRAM (Single Data Rate SDRAM) genannt. Während SDR-SDRAM-DIMMs nur 168 Pins besitzen, haben DDR-SDRAM-Module bereits 184 Pins.